# Victor Godts
Victor Josephus Godts (ur. 17 marca 1893 w Antwerpii, zm. ?) – belgijski żeglarz, olimpijczyk.
W regatach rozegranych podczas Letnich Igrzysk Olimpijskich 1936 wystąpił w klasie Star zajmując 12. pozycję. Załogę jachtu Freddy tworzył z nim Albert Vos.